# Andliga sånger 2
Andliga sånger 2 är ett studioalbum från 1993 av Christer Sjögren, med religiösa melodier. Det placerade sig som högst på andra plats på den svenska albumlistan.

## Sånglista
1. Jag skall gå genom tysta skyar
2. Säg, känner du det underbara namnet
3. Blott en dag
4. Varför skola mänskor strida
5. Han visar vägen
6. His Hand in Mine
7. Låt oss alla en gång mötas
8. Härlighetens morgon
9. Som ett ljus
10. De komma från öst och väst
11. Någonstans bland alla skuggorna står Jesus
12. In My Fathers House
13. Där rosor aldrig dör
14. Tänk att få vakna

## Medverkande
- Christer Sjögren - sång
- Klas Anderhell - trummor
- Rutger Gunnarsson - bas
- Peter Ljung - klaviatur
- Lasse Wellander - gitarr

## Listplaceringar
| Lista (1993-1994) | Topplacering |
| ----------------- | ------------ |
| Sverige           | 2            |